# 파트리차 아담키에비치
파트리차 아담키에비치(폴란드어: Patrycja Adamkiewicz, 1998년 6월 11일~)는 폴란드의 태권도 선수이다. 2020년 하계 올림픽 여자 페더급에 참가했고 유럽 선수권 대회에서 동메달 1개를 획득했다.